# روایت سه‌گانه
روایت سه‌گانه نام فیلمی است که در سال ۱۳۸۲ ساخته شد و در همین سال در جشنواره فجر به نمایش درآمد.

## اپیزود اول، یک آرزوی کوچک

### بازیگران
- رضا شفیعی‌جم
- سروش ناصری
- محمدجواد سعدی
- مرتضی رحیمی
- مجید مشیری
- سپیده گلچین
- مهدی فقیه
- بیژن پیشدادی
- محمد نصر
- فرانک سعیدی
- شاهپور کلهر
- عباس قاصدی
- مینا جعفرزاده
- فرید کلهر
- حبیب اقبالی
- امین عباسی‌زاده
- عزت‌الله رمضانی‌فر

## اپیزود دوم، شوخی‌های خدا

### خلاصه داستان
داستان یک دیده‌بان است که از یک سو در زمان حصر آبادان با دشمنان مبارزه می‌کند و از سویی دیگر به مقابله با دزدی که به خانه اش آمده می‌پردازد.

### بازیگران
- رضا داوودنژاد
- علی صادقی
- حمیدرضا آذرنگ
- علی جوکار
- خداداد مجلسی

## اپیزود سوم، ننه گیلانه

### خلاصه داستان
روایت گیلانه و پسر معلول جنگی اش اسماعیل است که در آخرین روز سال ۸۱ چشم به راه رسیدن مسافری از جنوب هستند. این اپیزود بعدها تکمیل و به صورت یک فیلم سینمایی مستقل به نمایش درآمد. (گیلانه (فیلم))

### بازیگران
- فاطمه معتمدآریا
- بهرام رادان
- ژاله صامتی
- شاهرخ فروتنیان